# 달려라 씽씽열차
달려라 씽씽열차는 1999년 5월 3일부터 10월 15일까지 방송되었던 어린이 프로그램이다.